# 452nd Air Mobility Wing

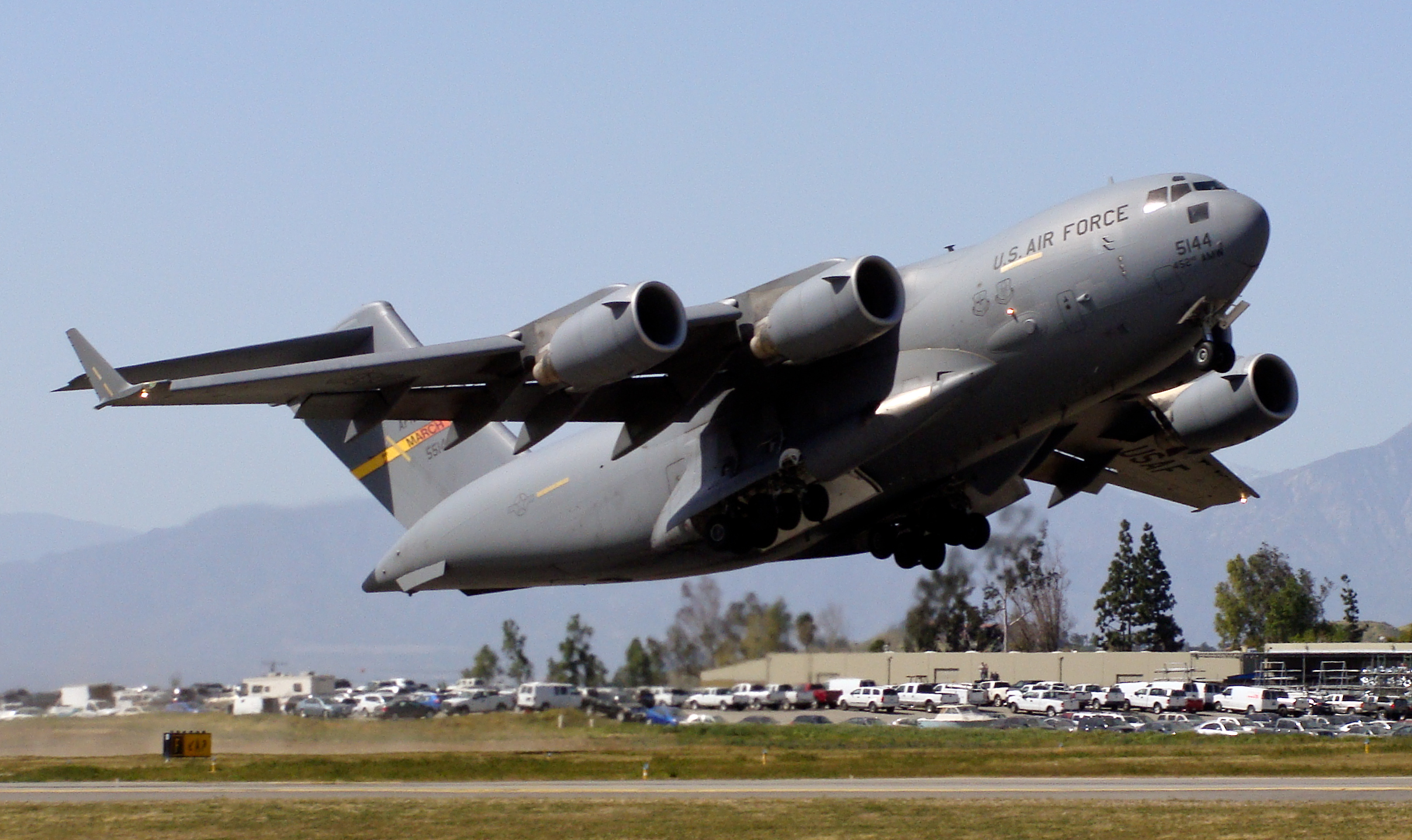
C-17A dello Stormo

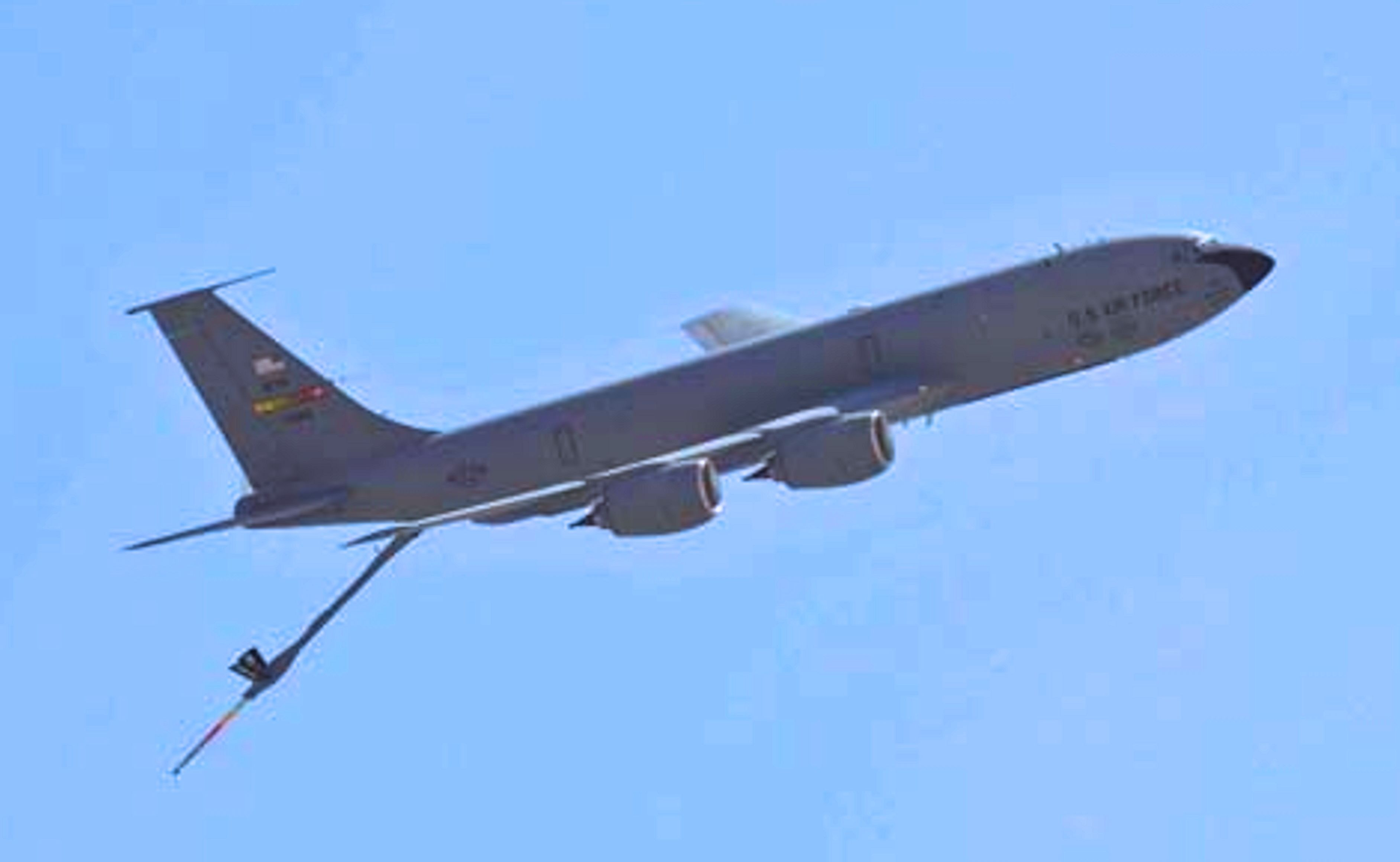
KC-135R dello Stormo

Il 452nd Air Mobility Wing è uno Stormo da Mobilità aerea della Air Force Reserve Command, inquadrato nella Fourth Air Force. Il suo quartier generale è situato presso la March Air Reserve Base, in California.

## Organizzazione
Attualmente, al settembre 2017, esso controlla:
- 452nd Operations Group
  - 452nd Operations Support Squadron
  -  336th Air Refueling Squadron - Equipaggiato con 9 KC-135R
All'unità è associato il 912th Air Refueling Squadron, 92nd Air Refueling Wing, Fairchild Air Force Base, Washington
  -  729th Airlift Squadron - Equipaggiato con 9 C-17A
  - 452nd Aeromedical Evacuation Squadron
- 452nd Maintenance Group
  - 452nd Aircraft Maintenance Squadron
  - 752nd Aircraft Maintenance Squadron
  - 452nd Maintenance Operations Squadron
  - 452nd Maintenance Squadron
- 452nd Mission Support Group
  - 50th Aerial Port Squadron
  - 56th Aerial Port Squadron
  - 452nd Communications Squadron
  - 452nd Civil Engineer Squadron
  - 452nd Force Support Squadron
  - 452nd Logistics Readiness Squadron
  - 452nd Mission Support Squadron
  - 452nd Security Forces Squadron
- 452nd Medical Group
  - 452nd Aeromedical Staging Squadron
  - 452nd Aerospace Medicine Squadron
  - 452nd Medical Squadron
  - 752nd Medical Squadron